# Mihail Sava
Mihail Sava (3 settembre 1991) è un lottatore moldavo, specializzato nella lotta libera.

## Biografia
Ai mondiali di Tashkent 2014 si è aggiudicato il bronzo nei 65 chilogrammi.
Ai campionati europei di Roma 2020 ha vinto la medaglia di bronzo nel torneo dei 70 chilogrammi.

## Palmarès
- Mondiali

Tashkent 2014: bronzo nei 65 kg.
- Europei

Roma 2020: bronzo nei 70 kg.
- Mondiali universitari

Pécs 2014: bronzo nei 65 kg.
Çorum 2016: argento nei -65 kg.